# الدوري التونسي لكرة اليد 2021–22
الدوري التونسي لكرة اليد 2021-2022 هو الدورة 67 من الدوري التونسي لكرة اليد للرجال. 

## روابط خارجية
- الموقع الرسمي للجامعة التونسية لكرة اليد.